# This House Is Not for Sale
| 전문가 평가      | 전문가 평가 |
| 총 점수          | 총 점수     |
| 출처             | 점수        |
| ---------------- | ----------- |
| 메타크리틱       | 59/100      |
| 평가 점수        |             |
| 출처             | 점수        |
| AllMusic         | [ 4 ]       |
| Classic Rock     | [ 5 ]       |
| Drowned in Sound | 5/10        |
| The Guardian     | [ 7 ]       |
| Kerrang!         | [ 3 ]       |
| The Independent  | [ 8 ]       |

《This House Is Not for Sale》은 2016년 11월 4일, 아일랜드 레코드에 의해 발매된 미국의 록 밴드 본 조비의 열네 번째 스튜디오 음반이다. 이 음반은 2013년 창립 멤버 리치 샘보라를 대신해 리드 기타를 연주한 필 엑스의 첫 번째 스튜디오 음반이자 1994년부터 베이시스트 휴 맥도널드와 투어/세션 공연을 펼친 후 정식 멤버로 참여한 첫 번째 음반이다.
비판적인 반응은 엇갈렸고, 대부분 이 음반이 잘 만들어졌지만 공식적인 음반이라고 설명했다. 《This House Is Not for Sale》은 129,000장의 음반에 해당하는 음반으로 빌보드 200에서 1위로 데뷔했으며, 이 중 128,000장은 앨범 등가 단위이었다. 영국에서는 첫 주에 21,448장이 판매되어 영국 음반 차트에서 5위로 데뷔했다. 이 음반은 2018년에 보너스 트랙으로 〈When We Were Us〉와 〈Walls〉가 수록되어 재발매되었다.

## 배경
이 음반은 머큐리 레코드와 모기업인 유니버설 뮤직 그룹이 밴드의 이전 음반인 《Burning Bridges》 발매와 32년간의 인연을 맺은 후 발매하지 않은 최초의 음반이다. 2015년 9월 30일, 존 본 조비는 star2.com와의 인터뷰에서 이 음반의 제목을 《This House Is Not for Sale》이라고 밝히며 "정말 처음으로 돌아가는 음반"이라고 설명했다. 또한 음반에 대해 설명하면서 "이 음반은 우리의 무결성에 관한 것입니다. 무결성이 중요하며 우리는 증명할 것이 남은 것이 없는 커리어 단계에 있습니다. 일부 노래에는 '악의적인 태도' 사운드가 조금 더 있는데, 지금 당장은 괜찮습니다."라고 말했다. 그는 또한 전 리드 기타리스트 리치 샘보라가 《Burning Bridges》 음반에 불참한 후 밴드로 돌아오지 않을 것이라고 확인했다. 음반의 가사에는 2014~2015년 존이 겪은 어려움에 대해 이야기한다. 존은 "많은 일이 일어났습니다. 리치의 갑작스러운 퇴사, 버펄로 빌스를 사려고 했던 저, 그리고 이제 레이블과 함께 찍은 사진입니다. 저는 쓸 자료가 많습니다. 저를 믿으세요. 새 음반은 훌륭합니다. 지적입니다. 봄에 발매하는 것이 매우 자랑스러울 것입니다."

## 발매 및 홍보
2016년 5월 25일, 본 조비는 소셜 미디어와 웹사이트를 통해 음반이 완성되었다고 발표했다. 《빌보드》는 본 조비가 유니버설 뮤직 그룹과 재계약했으며 음반은 아일랜드 레코드를 통해 발매되었다고 보도했다. 타이틀곡과 공식 뮤직 비디오는 2016년 8월 12일에 공개되었다. 또한 음반은 2016년 10월 21일에 발매될 예정이라고 발표되었다. 이 음반은 베이시스트 휴 맥도널드와 리드 기타리스트 필 엑스가 공식 멤버로 참여하는 첫 번째 음반이기도 하지만, 프로듀서 존 섕크스가 음반의 리듬 기타 작업의 대부분을 제작하고 공연했다. 2016년 10월 5일, 존 본 조비는 2017년 라이브 콘서트 월드 투어인 This House Is Not for Sale Tour를 《엘런 드제너러스 쇼》에서 발표했다. 같은 날 발매일이 2016년 10월 21일에서 11월 4일로 미뤄졌다고 발표했다.

### 커버 아트
이 커버 아트는 사진작가 제리 울스만의 흑백 이미지가 특징이며 깊은 뿌리로 정박해 있는 집을 묘사하고 있다. 존 본 조비는 음반 녹음 몇 년 전에 이 이미지를 보고 영감을 얻었다. 본 조비에 따르면 이 이미지는 음반 타이틀곡의 영감이었으며 이미지에 대해 "그 사진이 우리의 이야기를 말해주었습니다... 이제 우리의 음반 커버입니다."라고 말했다.

## 곡 목록
| #   | 제목                           | 작사·작곡                               | 재생 시간 |
| --- | ------------------------------ | --------------------------------------- | --------- |
| 1.  | 〈This House Is Not for Sale〉 | 존 본 조비, 존 섕크스, 빌리 팔콘        | 3:36      |
| 2.  | 〈Living with the Ghost〉      | 본 조비                                 | 4:44      |
| 3.  | 〈Knockout〉                   | 본 조비, 섕크스                         | 3:29      |
| 4.  | 〈Labor of Love〉              | 본 조비, 섕크스, 팔콘                   | 5:03      |
| 5.  | 〈Born Again Tomorrow〉        | 본 조비, 섕크스, 팔콘                   | 3:33      |
| 6.  | 〈Roller Coaster〉             | 본 조비, 크리스 디스테파노, 애슐리 골리 | 3:40      |
| 7.  | 〈New Year's Day〉             | 본 조비, 팔콘                           | 4:27      |
| 8.  | 〈The Devil's in the Temple〉  | 본 조비, 팔콘                           | 3:19      |
| 9.  | 〈Scars on This Guitar〉       | 본 조비, 브렛 제임스, 팔콘              | 5:06      |
| 10. | 〈God Bless This Mess〉        | 본 조비                                 | 3:23      |
| 11. | 〈Reunion〉                    | 본 조비                                 | 4:14      |
| 12. | 〈Come On Up to Our House〉    | 본 조비, 섕크스                         | 4:35      |

## 인증
| 국가                                                                                         | 인증 | 판매량/출하량 |
| -------------------------------------------------------------------------------------------- | ---- | ------------- |
| 오스트레일리아 (ARIA)                                                                        | 골드 | 35,000^       |
| 오스트리아 (IFPI 오스트리아)                                                                 | 골드 | 7,500*        |
| 영국 (BPI)                                                                                   | 실버 | 60,000        |
| *판매량을 기반으로 한 인증 · ^출하량을 기반으로 한 인증 · 판매량+스트리밍을 기반으로 한 인증 |      |               |